# Magdolna Kovács
Magdolna Kovács, ungersk orienterare som tog brons i stafett vid VM 1976.